# Rafael Del Valle
Rafael Del Valle (* 16. Oktober 1967 in Santurce, Puerto Rico) ist ein ehemaliger puerto-ricanischer Boxer und Boxweltmeister der WBO im Bantamgewicht.

## Profikarriere
Im Jahre 1989 begann er erfolgreich seine Profikarriere. Am 13. Mai 1992 boxte er gegen Duke McKenzie um den Weltmeistertitel des Verbandes WBO und siegte durch technischen K. o. in Runde 1. Diesen Gürtel verteidigte er insgesamt zweimal, am 24. März 1993 gegen Wilfredo Vargas durch einen Sieg durch technischen KO und am 19. Juni 1993 gegen Miguel Lora durch einen Sieg nach Punkten.
Im Juli 1994 verlor Del Valle ihn an Alfred Kotey nach Punkten.
Im Jahre 1998 beendete er seine Karriere.